# Biblioteca provinciale Bruno Chimirri
La Biblioteca provinciale "Bruno Chimirri" di Catanzaro è una biblioteca pubblica gestita dalla Provincia di Catanzaro.

## Storia
La sede di via Vittorio Pugliese, n. 41 fu inaugurata nel 2003 ma la biblioteca era stata ufficialmente istituita il 29 agosto 1952 con delibera del consiglio provinciale, su relazione dell'allora presidente Bisantis. Tuttavia una biblioteca ad uso interno della Provincia esisteva sin dal 1863, anno dell'istituzione della Commissione provinciale di Antichità e Belle Arti.
Ancor prima dell'apertura al pubblico del Museo Provinciale di Catanzaro, nella seduta di Consiglio del 12 novembre, si insediò la Commissione Provinciale di Antichità e Belle Arti che stabilì: «Le iscrizioni ed altri oggetti antichi che verranno acquistati o donati dalla carità cittadina, saranno allocati nella Biblioteca Provinciale». Dunque, una biblioteca, seppur intesa come deposito librario ad uso interno o come fondo disponibile per una consultazione sia pur limitata, esisteva già nel 1863. Il fondo, venne poi arricchito, nel corso del tempo, con acquisti e donazioni.
Da segnalare che dal 1968-1970 Emilia Zinzi fu Componente la Commissione di Vigilanza della Biblioteca Provinciale “Bruno Chimirri” di Catanzaro.

## Le raccolte librarie
Il patrimonio librario della biblioteca è costituito da circa 40.000 volumi, quasi tutti catalogati in indice SBN e nel POLO SBN RCA di Reggio Calabria, di cui 1.128 edizioni dell'800, 189 del '700, 25 del '600 e 19 del '500. Possiede 150 periodici.
Il fondo della biblioteca fu incrementato attraverso acquisti ma soprattutto donazioni. Una delle più cospicue, comprendente addirittura le librerie in noce e le scrivanie, fu effettuata da Bruno Chimirri, parlamentare, senatore e più volte ministro.
Altra donazione di rilievo, costituita da oltre 1500 volumi si deve alla Principessa Maria Elia de Seta Pignatelli di Cerchiara, fine intellettuale attiva politicamente negli anni tra le due guerre.
Tra le dotazioni della biblioteca spicca il fondo, costituito da 15.000 volumi proveniente dal ramo universitario di Scienze motorie.
L'OPAC del POLO RCA della Regione Calabria è liberamente consultabile.

## Galleria d'immagini

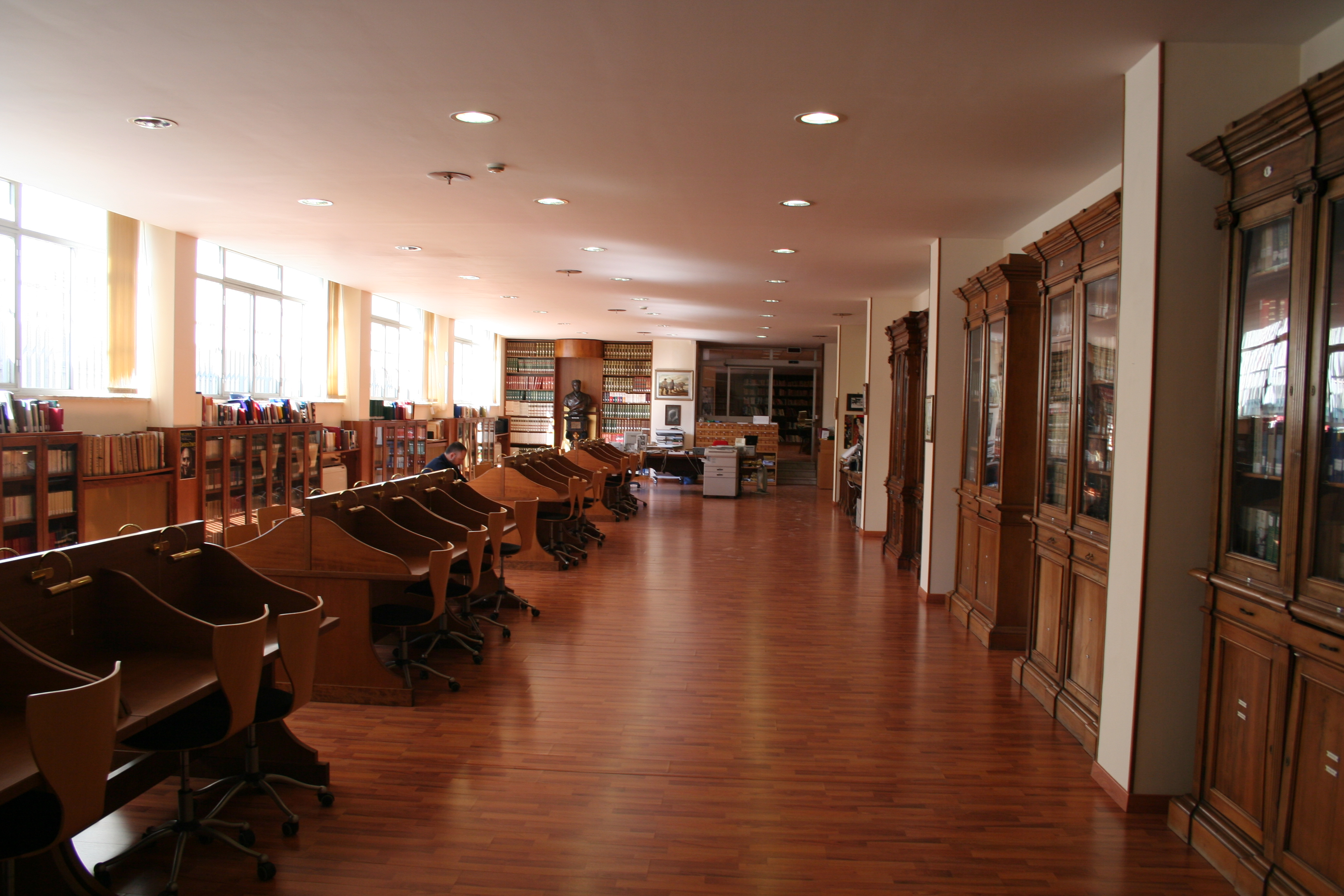
Biblioteca Provinciale "Bruno Chimirri" di Catanzaro. Sala di lettura
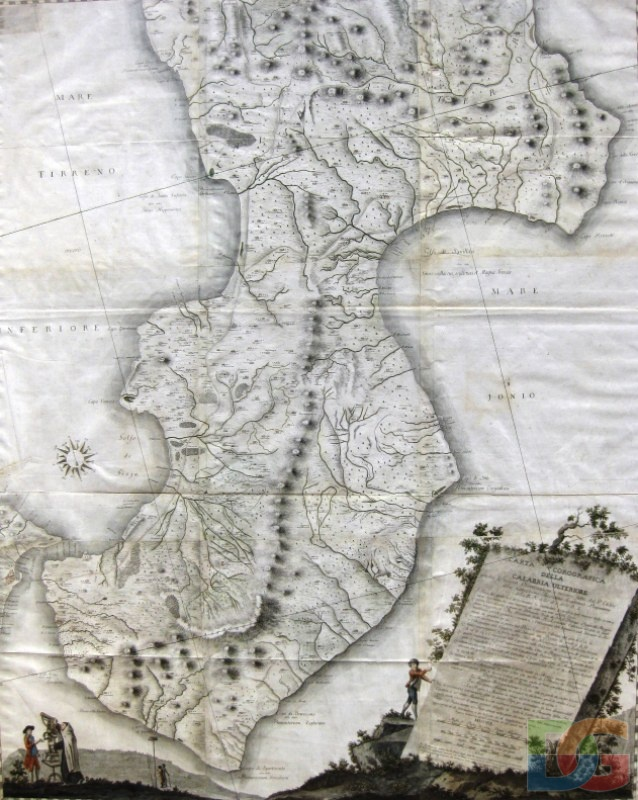
La grande carta corografica (cm 120 x 150) di Padre Eliseo della Concezione, disegnata da Pompeo Schiantarelli dopo il "tremuoto" di Calabria del 1783
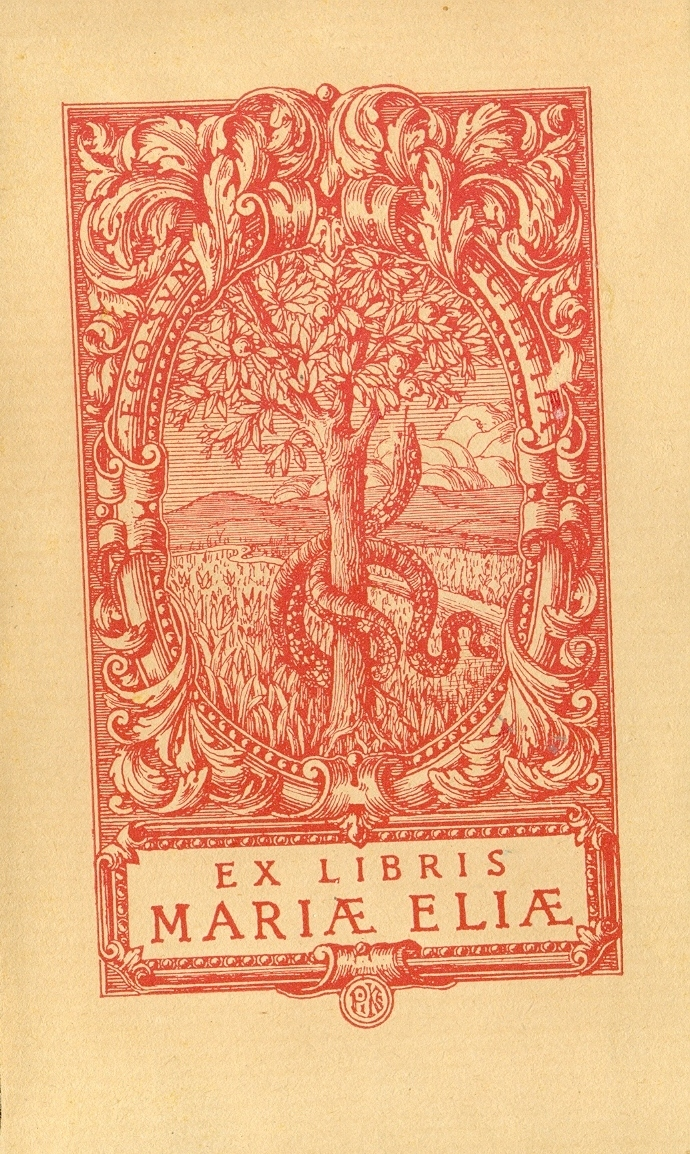
Ex libris presente all'interno di uno dei 1.500 volumi della donazione di Maria Elia de Seta Pignatelli

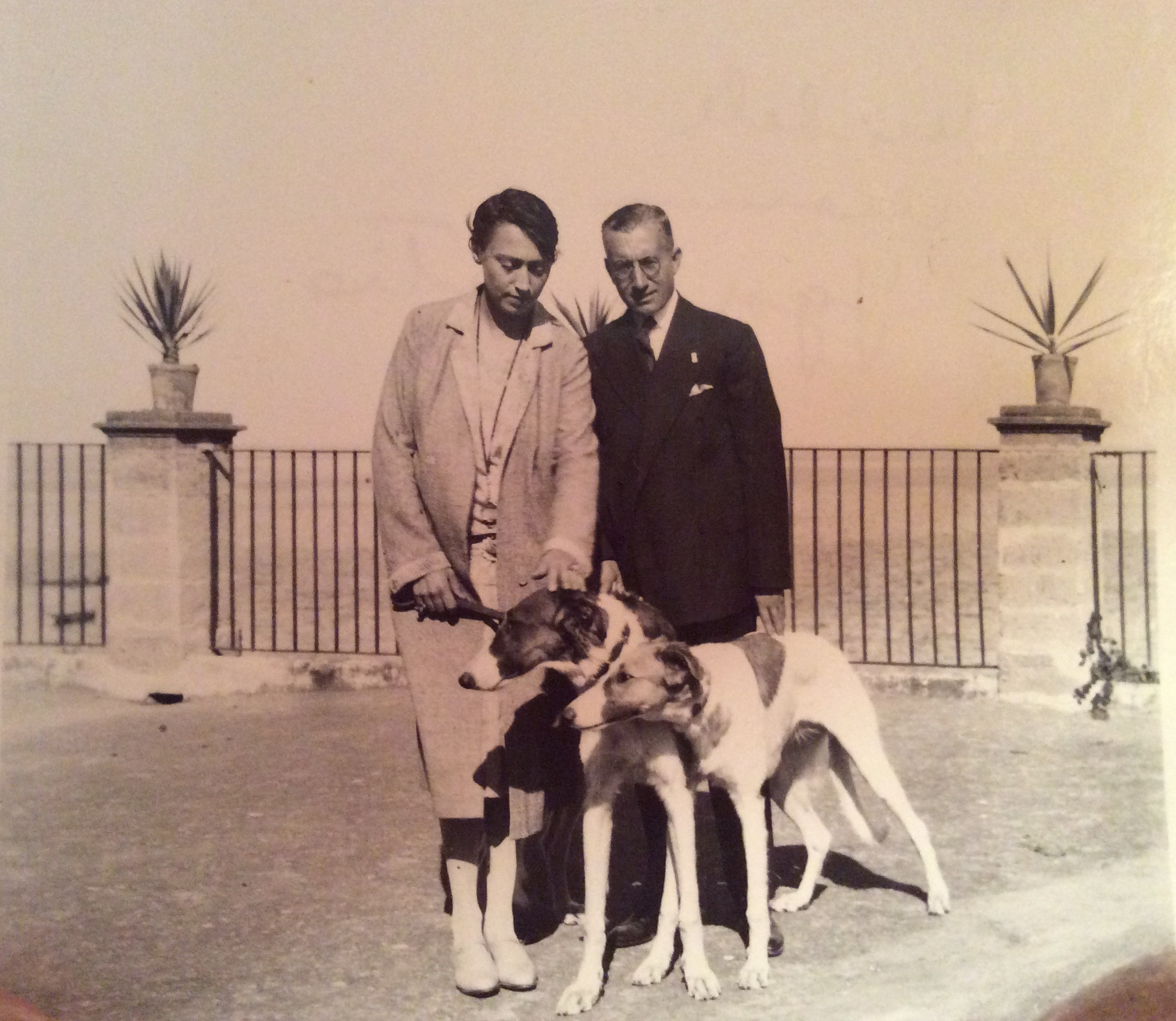
Maria Elia De Seta Pignatelli con Michele Bianchi Ministro dei lavori pubblici del Regno d'Italia in visita a Sersale

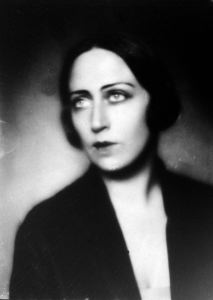
Maria Elia De Seta Pignatelli

## Servizi
Rimane aperta al pubblico dal lunedì al venerdì dalle ore 08.30 alle 13.30 e il martedì pomeriggio dalle ore 15.00 alle ore 17.30. Eroga servizi di ILL (Inter Library Loan), SBN-Prestito interbibliotecario, prestito locale, navigazione internet gratuita su linea Wi-Fi dedicata con PC, Table, Smartphone. Mediateca.
- Consultazione
- Prestito locale
- Informazioni bibliografiche
- Sezione Ragazzi
- Emeroteca
- Prestito Interbibliotecario
- Sala utilizzabile per convegni e presentazione libri.